# Selezione maschile di calcio delle Isole Shetland
La Selezione di calcio delle Isole Shetland è la rappresentativa di calcio delle Isole Shetland, appartenenti al territorio della Scozia, di cui sono una delle 32 regioni unitarie. Dipende dalla Shetland Football Association, fondata nel 1919.
Non fa parte né della FIFA né della UEFA e quindi non partecipa alle qualificazioni per le fasi finali dei Mondiali di calcio.
Essendo membro dell'International Island Games Association, questa rappresentativa partecipa agli Island Games, competizione che ha conquistato nell'edizione 2005, organizzata in casa.
La squadra contro la quale la rappresentativa delle Shetland ha disputato il maggior numero di incontri è la selezione delle vicine Isole Orcadi, alla quale annualmente contende la Milne Cup.

## Piazzamenti agli Island Games
| Anno   | Turno               | Posizione | G  | V  | N | P  | GF | GS |
| ------ | ------------------- | --------- | -- | -- | - | -- | -- | -- |
| 1989   | Girone all'italiana | 5°        | 4  | 0  | 0 | 4  | 1  | 13 |
| 1991   | Finale 5º posto     | 5°        | 4  | 2  | 0 | 2  | 7  | 8  |
| 1993   | Finale 7º posto     | 7°        | 4  | 1  | 0 | 3  | 3  | 10 |
| 1997   | Finale 5º posto     | 5°        | 4  | 2  | 1 | 1  | 4  | 6  |
| 1999   | Finale 9º posto     | 10°       | 5  | 2  | 0 | 3  | 14 | 14 |
| 2001   | Finale 7º posto     | 8°        | 4  | 1  | 2 | 1  | 6  | 7  |
| 2003   | Finale 7º posto     | 7°        | 5  | 2  | 1 | 2  | 10 | 8  |
| 2005   | Campione            | 1°        | 5  | 4  | 1 | 0  | 10 | 1  |
| 2009   | Finale 13º posto    | 13°       | 4  | 1  | 1 | 2  | 7  | 9  |
| Totale | 9/11                |           | 39 | 15 | 6 | 18 | 62 | 76 |

## Statistiche incontri
| Avversario              | G  | V  | N | P  | GF  | GS  |
| ----------------------- | -- | -- | - | -- | --- | --- |
| Isole Åland             | 4  | 1  | 0 | 3  | 5   | 8   |
| Anglesey                | 4  | 0  | 1 | 3  | 2   | 10  |
| Ebridi Esterne          | 2  | 0  | 0 | 2  | 1   | 4   |
| Fær Øer                 | 24 | 6  | 2 | 16 | 37  | 66  |
| Frøya                   | 1  | 1  | 0 | 0  | 3   | 1   |
| Gibilterra              | 4  | 3  | 0 | 1  | 6   | 5   |
| Gotland                 | 2  | 0  | 1 | 1  | 1   | 3   |
| Groenlandia             | 3  | 1  | 0 | 2  | 9   | 7   |
| Guernsey                | 3  | 2  | 0 | 1  | 9   | 7   |
| Hitra                   | 2  | 2  | 0 | 0  | 6   | 2   |
| Isola di Man            | 4  | 1  | 1 | 2  | 5   | 9   |
| Isola di Wight          | 2  | 0  | 1 | 1  | 0   | 2   |
| Isole Falkland          | 1  | 1  | 0 | 0  | 4   | 0   |
| Isole Orcadi            | 86 | 50 | 4 | 32 | 207 | 156 |
| Jersey                  | 2  | 0  | 0 | 2  | 0   | 7   |
| Minorca                 | 1  | 0  | 1 | 0  | 2   | 2   |
| Saaremaa                | 3  | 2  | 1 | 0  | 6   | 4   |
| Saint Pierre e Miquelon | 1  | 1  | 0 | 0  | 8   |     |